# Fête de quartier
Fête de quartier (Is Kermis bij ons en néerlandais, titré Bistro du coin en France) est un film belge réalisé par Paul Flon d'après un scénario de Jeanne Lefebvre et Georges Michel sorti en 1954.

## Synopsis
Une fête de quartier se prépare, les forains s'agitent et installent leur manège. Pouske et son épouse Antoinette et leur fille adoptive Jeanne s'y mettent également, jusqu'au moment où Jeanne tombe amoureuse...

## Distribution
Cette comédie dramatique en noir et blanc réunit des acteurs comme Willy Maury, Carine Berthe, Victor Guyau (Bollinck), Jean-Pierre Loriot (Bernard), Michèle Moulin (Jeanne), Marcel Roels (Sosthène), Alice Tissot (Antoinette), Line Dariel (marchande de caricoles), ...

## Particularité
C'est le premier film sonore et seul long métrage de fiction sonore de Paul Flon qui, depuis l'arrivée du son (en Belgique : La Famille Klepkens, 1930), s'était consacré à son travail de directeur de la photographie.